# Caterpillar FDI 9
El buldózer Caterpillar FDI D9 —apodado Doobi (en hebreo: דובי‎, palabra en hebreo para osito de peluche)— es una excavadora de carga frontal construida en su estructura básica por la firma estadounidense Caterpillar Inc. hecha en base al modelo D9, a la que la IMI le ha adaptado un sistema de blindaje adosado, el cual ha sido modificado gradualmente por la FDI, la IMI y la IAI para incrementar sus capacidades de operación, supervivencia y de asalto en entornos hostiles y preparado para llevar a cabo irrupciones pesadas, haciendo los trabajos de penetración más fáciles para los ingenieros de combate y sus operativos en zonas de conflicto. El FDI D9 sirve en Fuerzas de Defensa de Israel.

## Historia

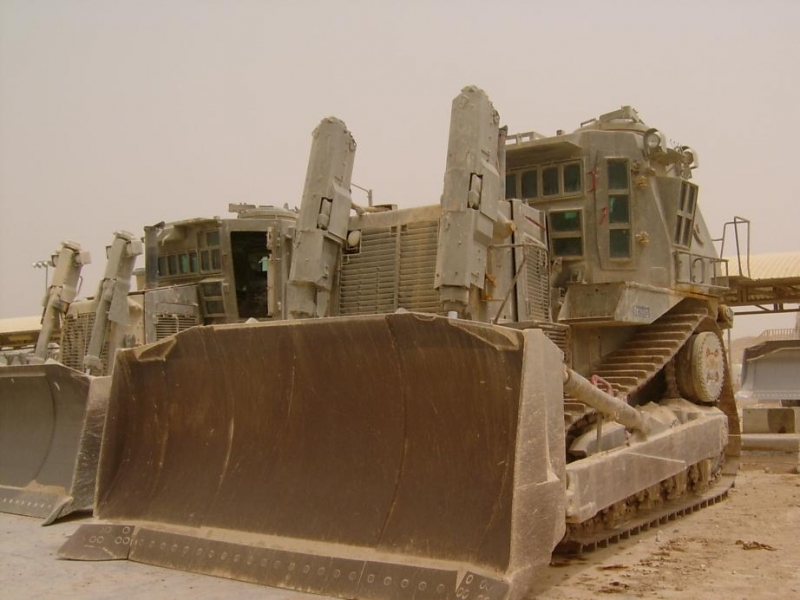
IDF D9L, involucrado en la Batalla de Yenín de 2002 durante la Operación Escudo Defensivo.

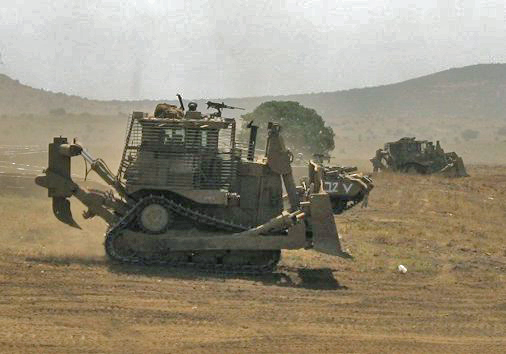
IDF D9R armado con una ametralladora FN MAG y planchas de blindaje adosado, durante entrenamientos de las FDI.

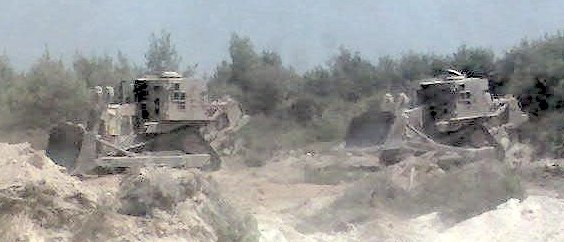
Un IDF D9N "Doobi" demoliendo búnkeres de Hezbolá durante la Segunda Guerra del Líbano.

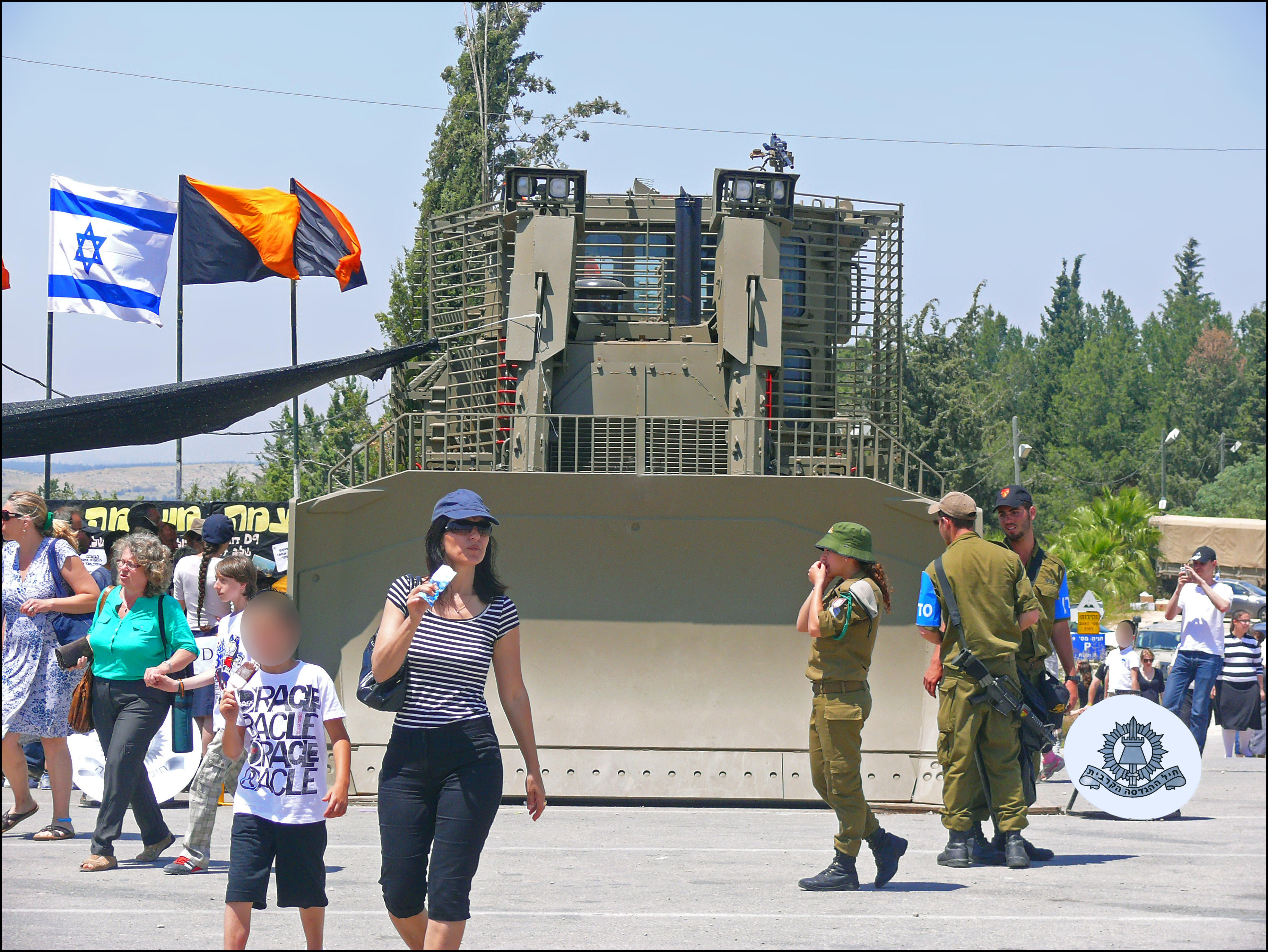
IDF D9R en una exhibición en el 2012, en el Comando de las Fuerzas Terrestres en Yom Ha'atzmaut, de las IDF.

El buldózer Caterpillar D9 llega al mercado en 1954. Fue presentado por la firma estadounidense Caterpillar Inc., y rápidamente encontró su uso en las obras de construcción e ingeniería en obras civiles, pero en Israel se le dio otro uso: el de un tipo de máquina de uso militar para demoler y hacer obras de ingeniería, pero con protección y blindaje añadido. Sería puesta en servicio con el brazo de ingenieros militares de las IDF posteriormente. Varios bulózeres D9 sin blindajes tomaron parte en las obras del guerra del Sinai (1956), y en la guerra de 1967, en la guerra de 1973 y en la operación de 1982. Durante la guerra de Yom Kippur los buldóceres D9 abrieron rutas para las fuerzas israelíes, limpiaron de minas y otros artefactos antitanque, quitando los obstáculos para los avances en todos sus frentes.
En el frente sur, los D9 tendieron puentes y le llevaron equipos a las tropas desplegadas, ayudando al General Ariel Sharon a cruzar el canal, siendo determinantes en el resultado de esta guerra contra Egipto. Los D9 sobrepasaron las barreras alrededor del canal, retirando las minas puestas por los árabes en sus cercanías. En el frente norte, los D9 fueron el primer vehículo motorizado en alcanzar el paso del Monte Hermon, así como ayudaron a pavimentar las vías de acceso para el cuerpo de ingenieros de las FDI, la Brigada Golani y las tropas de paracaidistas, tomando clara parte en las acciones tendientes a evitar que estas zonas fueran tomadas por las tropas de Siria.[cita requerida]
Durante las batallas de Operación Paz para Galilea, los D9 fueron empleados en la apertura de senderos y la pavimentación de carreteras a través de las montañas y de campos en las mismas en los inhóspitos paisajes del sur del Líbano. A su vez, a los D9s se les empleó en el barrido de minas y en la destrucción de artefactos explosivos dispuestos en las vías principales por parte de las tropas sirias y de los guerrilleros palestinos. A causa de su servicio en el frente como útiles herramientas, los D9 fueron mejorados por las FDI, las que desarrollaron conjuntos de protección para que los tripulantes de dichos buldózeres fueran más protegidas en sus operaciones.
En el periodo entre guerras, los buldózeres D9 fueron empleados en construcciones, construcción de fortificaciones, apertura de vías y en la limpieza de minas y dispositivos explosivos. Durante el final de la década de los 80, los blindajes hechos en Israel fueron instalados en los nuevos buldózeres D9L que estaban en servicio de las FDI. Conjuntos de blindaje mejorados fueron diseñados e instalados en los buldózeres D9N durante los 90.[cita requerida]
Durante la Segunda Intifada (2000 y años siguientes) los buldózeres blindados D9 ganaron notoriedad con los hechos en los que fueron usados efectivamente como herramientas contra las guerrillas y militancia palestina, así como en los hechos que involucraron la destrucción de las instalaciones de manufactura de armas de los palestinos, e incluso enfrentarían asaltos en las que guerrilleros dotados con granadas propulsadas por cohete y artefactos explosivos improvisados, en los que incluso había desde 100 kg de carga hasta media tonelada de explosivos. Sin embargo, y a pesar de dichas amenazas, siguieron siendo usados en la apertura de rutas seguras para las fuerzas israelíes y en la detonación controlada de explosivos. Los buldózeres además fueron usados extensivamente en el barrido de chatarra, escombros y estructuras que eran usadas como escondrijos por las fuerzas palestinas en sus ataques. En adición, estos también fueron usados en la demolición de residencias y cambuches de los familiares de los bombarderos suicidas.[cita requerida]
En posteriores incidentes en donde guerrilleros palestinos se cubrían tras barricadas improvisadas, hechas sobre las estructuras de sus residencias, dieron de baja a muchos soldados que intentaron forzar la entrada a dichos reductos[cita requerida]. En respuesta a ello, los ingenieros de las FDI desarrollaron el concepto "nohal sir lachatz" (en hebreo: נוהל סיר לחץ‎, romanizado: נוהל סיר לחץ, "procedimiento de olla a presión") en el que varios D9 se ubicaban junto a otros vehículos de ingenieros, los cuales son usados para irrumpir dentro de las fortificaciones improvisadas al demolerlas; con lo que muchos de estos atacantes se rendían a causa del miedo de morir sepultados en sus residencias vivos.
Durante la Batalla de Yenín de 2002, los buldóceres blindados D9 dejaron limpios varios senderos de trampas y de explosivos improvisados, y en muchos casos derrumbaron casas donde se presumía vivían militantes y/o de donde se supone abrieron fuego contra los convoyes israelíes o en donde presumiblemente se contenían explosivos y otra clase de trampas. Una entrevista traducida con uno de los conductores que fuera publicada por Gush Shalom. Tras la mortífera emboscada en la que perecieron cerca de 13 soldados, los buldózeres D9 arrasaron con las residencias en el centro del campo y forzaron a los guerrilleros palestinos restantes a su rendición, tras este acto finalizarían las hostilidades.
En Rafah y en las cercanías de la ruta Philadelphi, los buldózeres D9 arrasaron centenares de casas según consta ya en los reportes de varias ONG dedicadas a la investigación sobre derechos humanos. Durante esta operación la activista estadounidense   Rachel Aliene Corrie murió aplastada por un buldozer D9 al intentar detenerlo. Por su parte los militares de Israel defienden que de no haberse obrado así, los actos de inseguridad requerían de medidas necesariamente letales para prevenir, al descubrir y destruir túneles por donde se contrabandeaban armas, y los cuales fueron neutralizados, destruyendo puestos desde donde los guerrilleros palestinos abrían fuego con sus misiles, mientras que los palestinos reclamaban éstos como estructuras hechas para una "zona de amortiguación", tras lo cual unidades israelíes se ensañaron contra los palestinos por las bajas en sus filas militares.
Para los palestinos, los Doobi han sido sinónimo de devastación, y las organizaciones de derechos humanos los critican por la destrucción y sus devastadores y masivos daños contra la reducida infraestructura palestina, pero según los reportes hechos por los expertos militares israelíes, con el D9 se aseguran una herramienta necesaria para combatir a los insurgentes y a las organizaciones terroristas, así como son un factor clave en la reducción de las bajas israelíes en operaciones urbanas de contrainsurgencia.
Durante los años finales de la década del 2000, una renovada versión del D9, el D9R entró en servicio con las FDI, ahora equipado con una nueva generación de blindaje modular, el cual fue diseñado por el MASHA de las FDI (en hebreo: מש"א‎, Centro de restauración y mantenimiento del ejército), la Israel Aerospace Industries y Zoko Shiloovim (representantes locales de Caterpillar Inc. en Israel). Debido al creciente riesgo de las cargas explosivas improvisadas, misiles anti-material y RPG's, las FDI introducen en el año 2005 un blindaje en capas, instalado en grandes cantidades de los buldózeres D9R de las FDI en el 2006. Este blindaje probó ser efectivo contra estas armas y en otros casos salvó vidas; y sus ingenieros e instaladores ganaron el premio del comando de tierra de las FDI.
Los buldózeres D9R y D9N tuvieron una destacada participación en los conflictos de la guerra del Líbano en 2006 y en la Operación Plomo fundido (2008–2009) al demoler fortificaciones y estructuras de Hamás, aparte hicieron la apertura de senderos seguros para los convoyes blindados y las tropas de infantes que llegaban a combatir a las zonas en conflicto. Los D9N robotizados ayudaron en varias de las tareas hechas para la extinción de los incendios del monte Carmelo del 2010. Estos abrieron rutas y le hicieron paso a las máquinas de bomberos y a los bomberos al centro de la conflagración. A su vez, crearon zonas de contención, mediante barricadas hechas con relleno del suelo, para prevenir la expansión del fuego. Además, ayudaron a extinguir las flamas, al cubrirlas en escombros y suelo.

## Características
| Buldózer blindado FDI D9R , con adiciones de blindaje en planchas (en adición a la protección balística y la cobertura de sus ventanas con vidrios anti-proyectiles), presentado en el comando de las fuerzas terrestres de de las FDI en la conmemoración del 60.º Día de la independencia de Israel. | Buldózer blindado FDI D9R , con adiciones de blindaje en planchas (en adición a la protección balística y la cobertura de sus ventanas con vidrios anti-proyectiles), presentado en el comando de las fuerzas terrestres de de las FDI en la conmemoración del 60.º Día de la independencia de Israel. |
| Buldózer blindado FDI D9R, con adiciones de blindaje en planchas (en adición a la protección balística y la cobertura de sus ventanas con vidrios anti-proyectiles), presentado en el comando de las fuerzas terrestres de las FDI en la conmemoración del 60.º Día de la independencia de Israel.     | |

El buldócer D9R es la última generación de buldóceres blindados Caterpillar D9 en servicio con las fuerzas israelíes. Cuenta con una potencia de 405 caballos (302 kW) a 410 caballos (306 kW) y una fuerza de tiro de 71.6 toneladas métricas (cerca de 716 kN). Las anteriores generaciones, como la D9L y la D9N ya no están actualmente en servicio, principalmente son usadas por las fuerzas de reserva. Los buldózeres D9 cuentan con dos tripulantes: el operador y el comandante. Este se encuentra asignado en las unidades de la TZAMA  (en hebreo: צמ"ה‎ = en hebreo: ציוד מכני הנדסי‎, romanizado: ציוד מכני הנדסי, cuerpo mecanizado de los ingenieros), del Cuerpo de Ingenieros de combate.
La principal modificación hecha por las fuerzas israelíes consiste en la instalación de un conjunto de blindaje adosable, de diseño israelí, que le brinda protección a los componentes mecánicos y a la cabina. El conductor y el comandante se encuentran cubiertos por el blindaje (en la "cabina"), que cuenta con cristales protegidos contra los impactos y/o esquirlas de bombas, ametralladoras, e impactos de francotiradores. Las FDI desarrollaron e instalaron un tipo de blindaje laminar añadido que le protege de incluso impactos de RPG's. Este blindaje extra le añade hasta 15 toneladas adicionales de peso al chasis del vehículo de producción del D9. Los buldózeres D9 modificados pueden ser equipados con diversas adiciones a su equipo, como ametralladoras operadas desde la cabina, lanzagranadas de humo, e incluso lanzagranadas. Su completa y mejorada construcción hace de los Doobi una herramienta útil en el barrido de minas, AEI's y grandes cargas explosivas.
El D9 es usado junto a una gran variedad de blindados de combate y en diferentes tareas, como las de excavaciones, zanjado de tierra, construcción de barreras de arena, construcción de fuertes, rescate de vehículos varados (junto al M88 Recovery Vehicle),en la limpieza de terrenos minados, en la detonación de AEI's y explosivos, en la manipulación de trampas bomba, en la limpieza de terrenos y obstáculos, y en la apertura de rutas para los VCI's y a la infantería, así como en las demolición de estructuras, incluso bajo el fuego enemigo.
Hay inclusive una variante semi-robotizada, operable a control remoto, la que es conocida como "Raam HaShachar" (en hebreo: רעם השחר‎, literalmente como "destello del amanecer") siendo mencionado incorrectamente en algunas publicaciones como "tormenta negra". La variante controlada remotamente es usada cuando hay grandes riesgos para la vida humana, principalmente en la apertura de rutas peligrosas y en la detonación de cargas explosivas.

## Modelos en servicio con las FDI

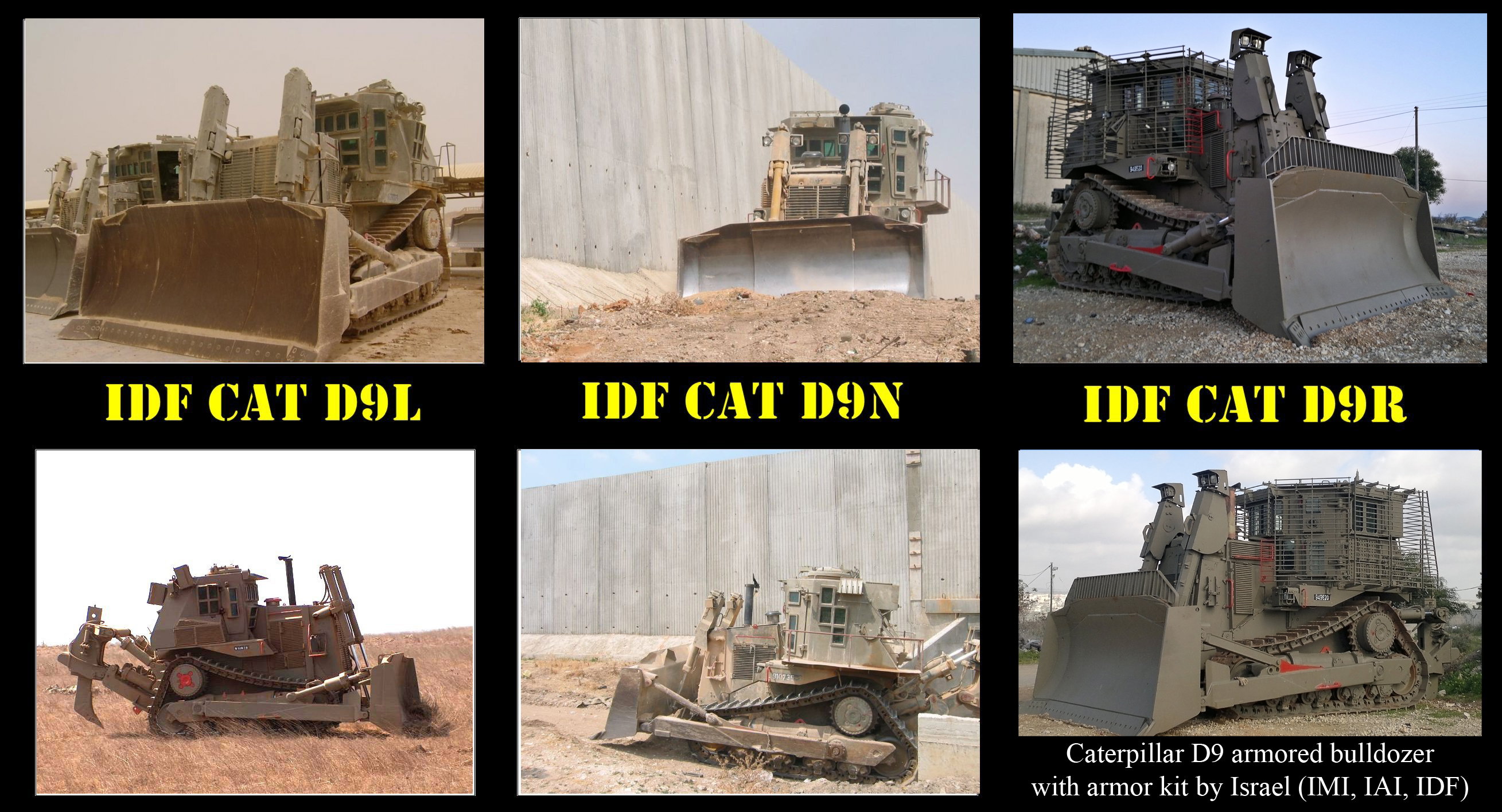
Diferentes clases de buldózeres blindados Caterpillar D9 en servicio con las IDF.
De izquierda derecha:
D9L:, con una fuerza de tracción de 75 toneladas
D9N: a
D9R:, con una fuerza de tracción de 71.6 toneladas.